# SurveyMonkey
SurveyMonkey ist ein 1999 von Ryan Finley und Chris Finley gegründetes US-amerikanisches Meinungsforschungsunternehmen mit Sitz in San Mateo. CEO war von 2009 bis zu seinem Tod am 1. Mai 2015 David Goldberg; danach übernahm Zander Lurie diese Position. Es werden etliche Büros, unter anderem in San Mateo (Kalifornien), Portland (Oregon), Dublin, London, Berlin unterhalten.
Das Unternehmen bietet Möglichkeiten, eigene Online-Umfragen zu erstellen. Laut eigenen Angaben hat SurveyMonkey 99 % der Fortune 500 als Kunden.

## Geschichte
Im Jahr 2010 wurde das Unternehmen 100 Millionen US-Dollar von der Bank of America Merrill Lynch und SunTrust Robinson Humphrey. 2013 sammelte das Unternehmen in 800 Millionen US-Dollar in Private Equity um unter anderem die Anteile früherer Investoren wie Bain Capital und des Gründers Ryan Finley zurückzukaufen. Auch Google Inc. investierte hier in SurveyMonkey. Im gleichen Jahr hat SurveyMonkey und QSR International eine Partnerschaft angekündigt, mit der die zwei Research-Tools SurveyMonkey und NVivo kombiniert wurden. Im Dezember 2015 konnte SurveyMonkey 250 Millionen US-Dollar an neuem Kapital gewinnen. Im Zeitraum von 1999 bis 2015 wurde damit eine Summe von 1,15 Milliarden USD in das Unternehmen mit einer Bewertung von ungefähr zwei Milliarden USD im Jahre 2015 investiert.
Im August 2018 wurde bekannt, dass SurveyMonkey einen IPO an der NASDAQ plant.

## Übernahmen
- 2010 Telefonumfrage-Unternehmen Precision Polling[15]
- 2011 Onlineform-Unternehmen Wufoo für 35 Millionen US-Dollar[16]
- 2011 Die Produkte Zoomerang, ZoomPanel, and TrueSample von MarketTools[17]
- 2014 Kanadische Onlineform-Unternehmen FluidWare[18]
- 2015 Marketing-Automatisierungsunternehmen TechValidate[19]
- 2016 Verhaltensanalyse-Unternehmen für mobile Apps Renzu[20]
- 2019 Onlineform-Unternehmen Usabilla für 80 Millionen US-Dollar[21]
- 2019 Salesforce.com Feedback-Unternehmen GetFeedback für 69 Millionen US-Dollar[22][23]